# Baliracq-Maumusson
Baliracq-Maumusson är en kommun i departementet Pyrénées-Atlantiques i regionen Nouvelle-Aquitaine i sydvästra Frankrike. Kommunen ligger i kantonen Garlin som tillhör arrondissementet Pau. År 2022 hade Baliracq-Maumusson 117 invånare.

## Befolkningsutveckling
Antalet invånare i kommunen Baliracq-Maumusson
| Referens: INSEE |